# حواء في الإسلام
حَوَّاء وفقا للمعتقد الإسلامي؛ هي زوجة آدم وأم البشر، فجميع البشر الذين يعيشون على الأرض ينتسبان لآدم وحواء، وقد خلقها الله من ضلع آدم في الجنة عندما كان نائمًا، وسُميت بهذا الاسم؛ لأنها خُلِقَت من حي، وهو آدم، وقد جعلها الله زوجة له، وأمرهما أن يسكنا الجنة، ولكن يجب ألا يقتربا من شجرة مُعينة؛ حتى لا يغضب عليهما، ولكن غواهما الشيطان، وجعلهما يأكلان منها، فغضب الله عليهما، وأنزلهما إلى الأرض، واستكملا حياتهما فيها، وقد التقت بآدم عند جبل عرفات؛ لذلك سُمي بهذا الاسم

## خلقها
عندما خلق الله آدم، وأسكنه الجنة كان يمشي فيها وحيدًا لا يجد أنيسًا أو جليسًا، فعندما نام واستيقظ وجد حواء، فسألها: «من أنت؟» فقالت: «امرأة»، فقال لها: «ولمَ خُلِقْتِ»، فقالت: «حتى تسكن إلي»، فقالت الملائكة: «ما اسمها يا آدم؟» فقال: «حواء»، فقالوا: «ولِمَ كانت حواء؟»، قال: «لأنها خلقت من حي»، وقد ورد في حديث عن النبي محمد بن عبد الله أن حواء خُلقت من ضلع آدم، حيث قال: «استوصوا بالنساء خيرًا، فإن المرأة خُلِقت من ضلع أعوج، وإن أعوج شيء في الضلع أعلاه، فإن ذهبت تقيمه كسرته، وإن تركته لم يزل أعوج، فاستوصوا بالنساء خيرًا»

## محنتها وخروجها من الجنة
بعدما رفض إبليس السجود لآدم، وبعدما طرده الله من الجنة، وتوعد أن يقعدن لآدم وذريته على الصراط المستقيم، وقام بإغواء آدم فأخذ يوسوس له بالأكل من الشجرة التي حرمها الله لقوله تعالى على لسان إبليس (فوسوس إليه الشيطان قال يا آدم هل أدلك على شجرة الخلد وملك لا يبلى)،فأغواهما وقال لهما إن أكلتما من هذه الشجرة، فستحصلان على الخلود، فأكلا من الشجرة، فانكشفت عوراتهما، فأخذا يجمعان من ورق الأشجار ليخفيا عوراتهما، لكن قد غضب الله عليهم، فأنزلهما إلى الأرض؛ لكي يعيشا عليها، وتاها في الأرض حتى تقابلا في جبل عرفات، ومن هذا أخذ اسمه، وتلقى آدم من ربه كلمات يدعوه بها؛ حتى يتوب عليه، فتاب الله عليهما، وأخبرهما أن الأرض هي مكانهما الطبيعي حتى يكونوا خلفاء الله فيها، ويعمروها